# Paspalum crustarium
Paspalum crustarium är en gräsart som beskrevs av Jason Richard Swallen. Paspalum crustarium ingår i släktet tvillinghirser, och familjen gräs. Inga underarter finns listade i Catalogue of Life.